# 帕保代赖什凯
帕保代赖什凯，是匈牙利维斯普雷姆州所辖的一个村，总面积5.75平方公里，总人口283，人口密度49.2人/平方公里（2010年1月1日）。